# Бретвил сир Лез
Бретвил сир Лез (фр. Bretteville-sur-Laize) насеље је и општина у северној Француској у региону Доња Нормандија, у департману Калвадос која припада префектури Кан.
По подацима из 2011. године у општини је живело 1667 становника, а густина насељености је износила 172,21 становника/km². Општина се простире на површини од 9,68 km². Налази се на средњој надморској висини од 54 метара (максималној 130 m, а минималној 38 m).

## Демографија
| 1962. | 1968. | 1975. | 1982. | 1990. | 1999. | 2011. |
| ----- | ----- | ----- | ----- | ----- | ----- | ----- |
| 1.246 | 1.323 | 1.299 | 1.400 | 1.341 | 1.504 | 1.667 |

График промене броја становника у току последњих година